# Guillaume Sutre
Guillaume Sutre est un violoniste français né en 1969 à Cambrai (Nord).

## Biographie

### Formation
Originaire de Douai, Sutre est admis à l'âge de 14 ans au Conservatoire national supérieur de musique de Paris, dans les classes de Gérard Poulet et Jean-Claude Pennetier. Après avoir rapidement terminé ses études en France, il part se perfectionner à l'université d'Indiana à Bloomington, auprès de Josef Gingold, Franco Gulli, Menahem Pressler, János Starker, puis en Allemagne à Cologne avec les membres du Quatuor Amadeus.
Très tôt passionné par la musique de chambre, il fonde en 1987 le Trio Wanderer et dix ans plus tard devient pendant près de vingt ans le premier violon du Quatuor Ysaÿe jusqu'à leur dernier concert en janvier 2014 à la Cité de la musique à Paris. 

### Grands prix
Guillaume Sutre n’a que 18 ans quand il remporte en 1988 le Concours International de Violon A. Curci à Naples et le Concours International de Trio avec Piano « ARD » à Munich. 
Son palmarès s’étoffe rapidement avec le 1er prix au Concours Européen de musique de chambre FNAPEC (1989), le 1er prix de la Fischoff Chamber Music Competition (États-Unis 1990), Prix de la Fondation Charles Oulmont (1989), le 1er prix du Concours Lily Laskine (1991) et le prix Georges Enesco de la SACEM (1994). En 1999, il est nommé Chevalier de l'Ordre des Arts et des Lettres.

### Répertoire
Très étendu, le répertoire de Sutre comprend, parmi près de 500 œuvres jouées en concert, l'intégrale de la musique de chambre pour cordes de Beethoven, Brahms et les 68 quatuors de Haydn. On a pu l’écouter sur les plus grandes scènes internationales, avec des partenaires tels que Nelson Freire, Lynn Harrell, Leonídas Kavákos, Yo-Yo Ma, Jean-Claude Pennetier, Michel Portal ou Pascal Rogé. Avec son épouse Kyunghee Kim-Sutre, ils forment un duo violon et harpe, le Duo Sutre-Kim et ne cessent d’explorer le répertoire existant pour cette formation, faisant des recherches poussées auprès des bibliothèques musicales à travers le monde.
Parallèlement à son activité de chambriste, Guillaume Sutre joue également en soliste avec le Sinfonia Varsovia, l'Orchestre de la radio de Berlin, l’Orchestre symphonique de Göttingen, l’Orchestre Franz Liszt de Budapest, l’Orchestre philharmonique de Radio-France, l’Orchestre d’Auvergne, avec des chefs d'orchestre tels que Sir Yehudi Menuhin, Stefan Sanderling, David Robertson, Arie Van Beek et Sheldon Morgenstern. 
On le retrouve au Wigmore Hall à Londres, Théâtre San Carlo à Naples, Philharmonie de Berlin, Musikverein de Vienne, Carnegie Hall à New York, Théâtre des Champs-Élysées (Paris) mais aussi vers des destinations plus inhabituelles telles que le conservatoire d'Addis Abeba (Éthiopie), l'opéra de Manaus (Brésil), le grand théâtre d'Hanoï (Vietnam), la Fondation Bolipata (Philippines).

### Enregistrements
Ses enregistrements pour Sony Classical, Decca, Harmonia Mundi, Naïve, Æon, Ysaÿe Records, Hortus et Sonarti ont reçu les plus hautes distinctions en France et à l'étranger. L’intégrale des duos de Joseph Haydn et de Mozart avec l'altiste Miguel da Silva, enregistrée en public est saluée par la critique comme une version de référence, l’enregistrement des quatuors d'André Boucourechliev reçoit le Grand Prix du Disque de l’Académie Charles-Cros en 2001 et les deux disques Joseph Woelfl : The Paris Years (Sonarti) et Pensées Intimes (Hortus/WWI) parus en 2015 ont reçu un « 5 clés » dans le magazine Diapason.  
Après un album consacré aux Nocturnes Concertants pour harpe et violon, composés en collaboration par le harpiste Charles Bochsa et le violoniste Rodolphe Kreutzer et publié par le label Sonarti en novembre 2016 pour le 250e anniversaire de la naissance de R. Kreutzer, le nouveau disque avec la harpiste Kyunghee Kim-Sutre “Parfums d’Amour, Duo Sutre-Kim 25th Anniversary”, est sorti en février 2017. 

### Enseignement
Pendant dix ans, il a été professeur d'une classe spécialisée dans la pratique du quatuor à cordes au C.R.R. de Paris, puis professeur de violon et directeur de la musique de chambre pour cordes à l'Université de Californie à Los Angeles (UCLA). 
En 2019, il fait partie de la première équipe de professeurs à la Tianjin Juilliard School, dès l’inauguration de cette branche nouvellement créée en Chine de la célèbre institution américaine. Son désir de transmission ne se limite pas à l'enseignement, on le retrouve régulièrement sur scène entouré de ses élèves ou encore dirigeant une séance d'enregistrement, comme pour le premier disque du Quatuor Calidore paru en 2015. 
Il a été membre du jury de prestigieux concours internationaux tels que le Long-Thibaud à Paris, Andrea Postacchini à Fermo en Italie et Bordeaux/Quatuor à Cordes.
Depuis 2021, il est professeur agrégé de violon et de musique de chambre à l'Université de Montréal. 

## Ensembles
- 1987 — 1995 : Trio Wanderer, membre fondateur
- 1995 — 2014 : Quatuor Ysaÿe, 1er violon
- 1991 —      : Duo Sutre-Kim, violon et harpe

## Enseignement
- 1995 — 2008 : Conservatoire à rayonnement régional de Paris (C.R.R.) | Professeur de musique de chambre, classe du Quatuor Ysaÿe
- 2008 — 2017 : Université de Californie à Los Angeles (UCLA) | Professeur de violon et de musique de chambre, directeur de la musique de chambre
- 2019 : Tianjin Juilliard School | Professeur de violon et de musique de chambre
- Depuis 2021 : Université de Montréal (UdeM) | Professeur de violon[3]

## Discographie
- 1990 : Dvořák et Chostakovitch, Trios avec Piano op. 90 « Dumky » & op. 67 | Trio Wanderer (Festival d'Auvers-sur-Oise)
- 1993 : Chausson, Trio avec Piano op. 3 | Trio Wanderer (K617)
- 1995 : Mendelssohn, Trios avec Piano Op. 49 & 66 | Trio Wanderer (Sony Classical)
- 1996 : Britten et Poulenc  | François Leleux, hautbois ; G. Sutre, M. da Silva, Marc Coppey, violoncelle ; Emmanuel Strosser, piano (Harmonia Mundi)
- 1997 : Fauré, Quatuors et Quintettes avec piano | Quatuor Ysaÿe ; Pascal Rogé, piano (2CD Decca)
- 2000 : Boucourechliev, Quatuors à Cordes | Quatuor Ysayë (Æon)
- 2002 : J. Haydn & W-A. Mozart: Duos pour Violon & Alto | G. Sutre & M. da Silva (2CD Transart Live)
- 2002 : M. Bruch: Double Concerto en mi mineur op. 88 - 8 Pièces op. 83 | G. Sutre, M. da Silva, B. Fontaine, S. Sanderling, Orchestre de Bretagne (Transart Live)
- 2003 : J. Haydn: 3 Quatuors à cordes op. 54 | Quatuor Ysaÿe (Ysaye Records)
- 2004 : R. Schumann: 3 Quatuors à cordes op. 41 | Quatuor Ysaÿe (Ysaye Records)
- 2004 : W-A. Mozart: Quintette avec clarinette K. 581, Trio des Quilles K. 498, Adagio & Fugue K. 546 | Michel Portal, clarinette ; Jean-Claude Pennetier, piano ; Quatuor Ysaÿe (Ysaye Records)
- 2005 : L-V. Beethoven: Rare Chamber Music | Quatuor Ysaÿe, Shuli Waterman (Ysaye Records)
- 2005 : L. Farrenc: Musique de Chambre | G. Sutre, B. Engerer, M. da Silva, F. Salque, F. Leleux, R. Guyot, G. Audin, P. Bernold, A. Cazalet, V. Pasquier, J-F. Neuburger (Naïve Live)
- 2005 : A. Magnard & G. Fauré: Quatuors à Cordes | Quatuor Ysaÿe (Ysaye Records)
- 2006 : W-A. Mozart: Quatuors avec Piano | Jean-Claude Pennetier, Quatuor Ysaÿe (Ysaye Records)
- 2006 : C. Debussy, I. Stravinsky & G. Fauré | Quatuor Ysaÿe (Wigmore Hall Live)
- 2007 : J. Haydn: Les Sept Dernières Paroles du Christ en Croix Op. 51 | Quatuor Ysaÿe, Michel Serres (Ysaye Records)
- 2007 : C. Franck: Quatuor à Cordes, Quintette avec Piano, Sonate pour Piano et Violon | Pascal Rogé, Quatuor Ysaÿe (Ysaye Records)
- 2008 : P. Chihara | Quintette avec Piano La Foce | Pascal Rogé, Quatuor Ysaÿe (Bridge)
- 2012 : L-V Beethoven: Quatuors à Cordes Op. 18 No. 3, Op. 74 & Op. 135 | Quatuor Ysaÿe (Ysaye Records)
- 2012 : J. Brahms &  A. Schoenberg: Quatuor à Cordes No. 3 Op. 67 & Sextuor La Nuit Transfigurée | Quatuor Ysaÿe, I. Charisius, V. Erben | (Ysaye Records)
- 2015 : Pensées Intimes, Les Musiciens et la Grande Guerre, Sonates pour Violon & Piano | G. Sutre, S. Vanhauwaert (Hortus)
- 2015 : J. Woelfl: The Paris Years (1801-1805) | G. Sutre, KH. Kim-Sutre, S. Vanhauwaert (Sonarti)
- 2016 : R. Kreutzer & NC. Bochsa: 6 Nocturnes Concertants | Duo Sutre-Kim (Sonarti)
- 2017 : Parfums d’Amour, 25e Anniversaire du Duo Sutre-Kim | Duo Sutre-Kim (Sonarti)

## Instruments
- 1995 - 1999 : Violon de Antonio & Hieronymous Amati
- 1999 - 2003 : Violon de Carlo Tononi, Venise 1727
- 2003 - 2008 : Violon de Giovanni Battista Guadagnini, Parme 1770
- 2008 -      : Violon de Gregorio Antoniazzi, Colle 1738